# Riot V
Riot V (до 2012 года Riot) — американская хеви-метал-группа, образованная в 1975 году гитаристом Марком Риэлом. В 1983 году, после турне вместе с Kiss, группа распалась, однако в 1986 году усилиями Марка Риэла снова начала функционировать.

## История

### Зарождение группы, первые концерты и альбом
Музыкальный коллектив Riot был образован гитаристом Марком Риэлом летом 1975 года. В следующем 1976 году начались первые репетиции группы, которые проходили в подвале дома Марка в Бруклине. Немногим позднее Марк пригласил в зарождавшуюся группу второго гитариста Л. А. Коувариса, басиста Джимми Айомми и ударника Питера Белли. Также Марк подыскал и самого вокалиста в лице Гая Сперанзы:

В те старые дни у нас проходили по соседству такие вечеринки, где играло несколько групп. И я увидел его в деле, он тогда играл в другой группе, и был настоящим местным героем. Я видел, как он пел, как девчонки тащились от него, у него был шарм — внешний вид, голос. Я сказал тогда — если мы заполучим его, то сможем двинуться вперёд.
 Таким образом в группе появился первый вокалист Гай Сперанза.
После набора полноценного состава начались репетиции и концертные выступления, последние проходили в небольших местных клубах. Спустя год в 1977 году был уже записан дебютный альбом под названием Rock City и содержал в себе достаточно жёсткий хеви-метал, а такие композиции как «Warrior» и «Rock City» впоследствии стали классикой жанра. Изданием альбома занялся нью-йоркский лейбл Fire Sign Records.

### Приобретение группой популярности, уход Гая Сперанзы
Музыка новой группы вскоре дошла до ушей руководителей более крупного лейбла Capitol Records, который и заключил договор на выпуск будущих альбомов Riot. Таким альбомом стал выпущенный в 1979 году Narita, после которого группы стала известной и популярной. Далее последовали первые гастроли по Европе и Англии, а также выступление на первом фестивале Monsters of Rock в 1980 году. Кроме того, Riot удалось сыграть несколько концертов в известном концертном зале Hammersmith Odeon и совершить турне в поддержку диска по США вместе с Black Sabbath, AC/DC и Molly Hatchet.
После приобретения группой популярности выпускающий лейбл звукозаписи настаивал на том, чтобы музыка коллектива стала более мягкой и, ввиду этого, более коммерческой. Однако Riot не пошли на поводу у лейбла и записали всё тот же жёсткий хеви-метал в виде альбома Fire Down Under, вышедший уже на другом лейбле — Elektra Records (ввиду указанных музыкальных разногласий группа подписалась на этот лейбл). В это же время состав коллектива покидает вокалист Гай Сперанза, причём на самом пике популярности Riot. Среди причин его ухода называют сильную зависимость от своей жены, которая, в свою очередь, была сестрой первого басиста группы Джимми Айомми. Жена Гая настояла на том, чтобы последний покинул не только группу, но и музыку вообще. После ухода Гай переехал к жене во Флориду и начал работать истребителем крыс. В 1983 и в 1986 годах в семье Гая произошло пополнение и оба раза девочками.

### Приход нового вокалиста, распад группы
В 1982 году выходит концертный EP Riot Live, а также приходит новый вокалист Рэтт Форрестер (был убит из пистолета 22 января 1994 года в Атланте угонщиком автомобиля). После прихода нового вокалиста с ним записывается альбом Restless Breed, а сама музыка несколько смягчается. В поддержку альбома совершается турне вместе с Scorpions и Whitesnake. В 1983 году выходит ещё один альбом Born in America, совершается турне вместе с Kiss и группа распадается. Однако гитарист Марк Риэл не отходит от музыкальных дел и продолжает свою деятельность в Mark Reale Project.

### Возрождение Riot
Спустя три года в конце 1986 Марк Риэл воссоздаёт группу и последняя в 1988 году выпускает уже шестой по счёту полноформатный альбом Thundersteel, а также начинает сотрудничество с лейблом CBS Records, активно продвигающем Riot на японском рынке. С тех пор коллектив пользуется большой популярностью среди поклонников в Японии. В 1990 году CBS Records выпускают очередной альбом под названием Privilege of Power, в его поддержку совершается тур по США. В 1992 выходит концертный Live in Japan, в 1993 — полноформатный Nightbreaker. В 1994 году Марк встречается со Сперанзой, который к этому времени успел поссориться со своей женой и сам связался с Марком. Сперанза приезжает в Нью-Йорк и снова начинает работать вместе с группой. Было уже записано демо к новому альбому, когда Сперанза, помирившись с женой, снова покидает Riot. Следующий альбом группы выходит на лейбле Sony Music в 1995 году и получает название The Brethren of the Long House. Позднее Riot переходят на Metal Blade Records, где выпускаются Inishmore (1998), Sons of Society (1999) и Through the Storm (2003).

### Смерть Гая Сперанзы
Уже в начале 2003 года коллектив начинает работу над очередным альбомом, а в апреле от жены Гая Сперанзы приходит трагическая весть — Сперанза болен неоперабельным раком поджелудочной железы. 8 ноября 2003 года Гай Сперанза умер.

### Смерть Марка Риэла
25 января 2012 года от болезни Крона умер основатель группы Марк Риэл.

## Состав

### Настоящий состав
- Tood Michael Hall — вокал
- Марк Риэл — гитара (основатель группы - 1975-2012)
- Mike Flyntz — гитара
- Don Van Stavern — бас
- Бобби Джарзомбек — ударные

### Бывшие участники
- Гай Сперанца — вокал
- Рэтт Форрестер — вокал (1982 — 22 января 1994)
- Майк ДиМео — вокал
- Рик Вентура — гитара
- Л. А. Коуварис — гитара
- Джимми Айомми — бас
- Кип Леминг — бас
- Питер Перес — бас
- Питер Бителли — ударные
- Джон Макалузо — ударные
- Бобби Рондинелли — ударные
- Frank Gilchriest — ударные
- Сэнди Слевин — ударные

## Дискография
- 1977 — Rock City
- 1979 — Narita
- 1981 — Outlaw (сингл)
- 1981 — Fire Down Under
- 1982 — Riot Live (ЕР)
- 1982 — Restless Breed
- 1983 — Live in London (концертный альбом)
- 1983 — Born in America
- 1988 — Thundersteel
- 1990 — The Privilege of Power
- 1992 — Riot in Japan Live !! (концертный альбом)
- 1993 — Greatest Hits (сборник)
- 1994 — Nightbreaker
- 1996 — The Brethren of the Long House
- 1997 — Angel Eyes (EP)
- 1998 — Inishmore
- 1998 — Shine On (концертный альбом)
- 1999 — Sons of Society
- 2002 — Through the Storm
- 2005 — The Tyrant Sessions (сингл)
- 2006 — Army of One
- 2011 — Immortal Soul
- 2014 — Unleash the Fire
- 2018 — Armor of Light